# Абовян (село)
Абовян (арм. Աբովյան) — село в Араратской области Армении.

## География
Село расположено в северо-западной части марза, на расстоянии 13 километров к северо-западу от города Арташат, административного центра области. Абсолютная высота — 960 метров над уровнем моря.
Климат
Климат характеризуется как семиаридный (BSk в классификации климатов Кёппена). Среднегодовая температура воздуха составляет 12 °C. Средняя температура самого холодного месяца (января) составляет −3 °С, самого жаркого месяца (июля) — 25,4 °С. Расчётная многолетняя норма атмосферных осадков — 293 мм. Наибольшее количество осадков выпадает в мае (50 мм).

## Население
По данным «Сборника сведений о Кавказе» за 1880 год в селе Верхний Агбаш Эриванского уезда по сведениям 1873 года было 17 дворов и проживало 85 азербайджанцев (указаны как «татары»), которые были шиитами.
По данным Кавказского календаря на 1912 год, в селе Верхний Агбаш Эриванского уезда проживало 270 человек, в основном азербайджанцев, указанных как «татары».
| Год переписи | Население          | Население          | Население          | Население            | Население            | Население            |
| Год переписи | Наличное население | Наличное население | Наличное население | Постоянное население | Постоянное население | Постоянное население |
| Год переписи | Всего              | Мужчины            | Женщины            | Всего                | Мужчины              | Женщины              |
| ------------ | ------------------ | ------------------ | ------------------ | -------------------- | -------------------- | -------------------- |
| 2001         | 1389               | 681                | 708                | 1457                 | 728                  | 729                  |
| 2011         | 1377               | 687                | 690                | 1402                 | 705                  | 697                  |

| Год  | Численность | Численность |
| ---- | ----------- | ----------- |
| 1897 | 191         | [ 11 ]      |
| 1926 | 344         | [ 11 ]      |
| 1939 | 319         | [ 11 ]      |
| 1959 | 703         | [ 11 ]      |
| 1970 | 849         | [ 11 ]      |
| 2001 | 1457        | [ 11 ]      |
| 2011 | 1402        | [ 12 ]      |